# Rożnowa
Rożnowa – wieś w Polsce położona w województwie małopolskim, w powiecie wielickim, w gminie Wieliczka.
W latach 1975–1998 miejscowość administracyjnie należała do województwa krakowskiego.
Graniczy od południa z Pawlikowicami, od zachodu z Sierczą, od północy z Wieliczką, natomiast od wschodu graniczy z Mietniowem. Przez wieś prowadzi droga wojewódzka nr 964.
W 1311 roku król Władysław Łokietek pozbawił Jakuba i Paczolda  wsi. Na przełomie XIV i XV w. w Rożnowej powstał folwark. Właścicielami wsi zostali Morsztynowie, byli wspólnoty braci polskich i założyli w Rożnowej zbór.
Najstarszym budynkiem jest drewniany dom z końca XIX w.